# 하산 라히미
하산 사브잘리 라히미(페르시아어: حسن سبزعلی رحیمی,‎ 1989년 6월 15일~)는 이란의 전직 레슬링 선수이다. 2016년 하계 올림픽에서 남자 자유형 밴텀급 동메달을 획득했으며 세계 레슬링 선수권 대회에서 금메달 1개, 은메달 1개, 동메달 2개를 획득했다.